# Сентенаріо (стадіон)
Стадіон «Сентенаріо» (ісп. Estadio Centenario) — футбольний стадіон в столиці Уругваю Монтевідео. Його місткість — 65235 глядачів. Відкритий у 1930 році до сторіччя уругвайської конституції та спеціально для першого Чемпіонату світу з футболу, який того року проходив у Монтевідео. Арена відзначена ФІФА як один з класичних футбольних стадіонів світу разом з Вемблі, Маракана, Сан-Сіро та Сантьяго Бернабеу.

## Чемпіонат світу 1930 року
Стадіон прийняв найбільшу кількість матчів серед усіх трьох арен Монтевідео. На Сентенаріо тоді пройшло 10 матчів, зокрема два півфінали й фінальна гра. Усі матчі, які проходили до фіналу, відбувалися на недобудованому стадіоні. І тільки до завершальної гри, у якій господарі — збірна Уругваю — перемогла Аргентину з рахунком 4:2, Сентенаріо таки збудували. Попри незручності для глядачів арени (добудова тривала протягом всього чемпіонату світу), стадіон звели в рекордно стислі терміни — всього за 8 місяців. І це при тому, що місткість Сентенаріо становила 100 000 глядачів.

## Сентенаріо до сьогодні
По завершенні чемпіонату світу стадіон використовувався для матчів національної збірної Уругваю. На цьому полі проходили й ігри Кубка Лібертадорес та Чемпіонату Південної Америки. З часом, після реконструкції, місткість стадіону зменшилась із початкових 100 000 до 76 609 глядачів на сьогодні. Свої матчі на Сентенаріо нині проводять дві найіменитіші уругвайські команди — «Насьйональ» та «Пеньяроль».

## Галерея

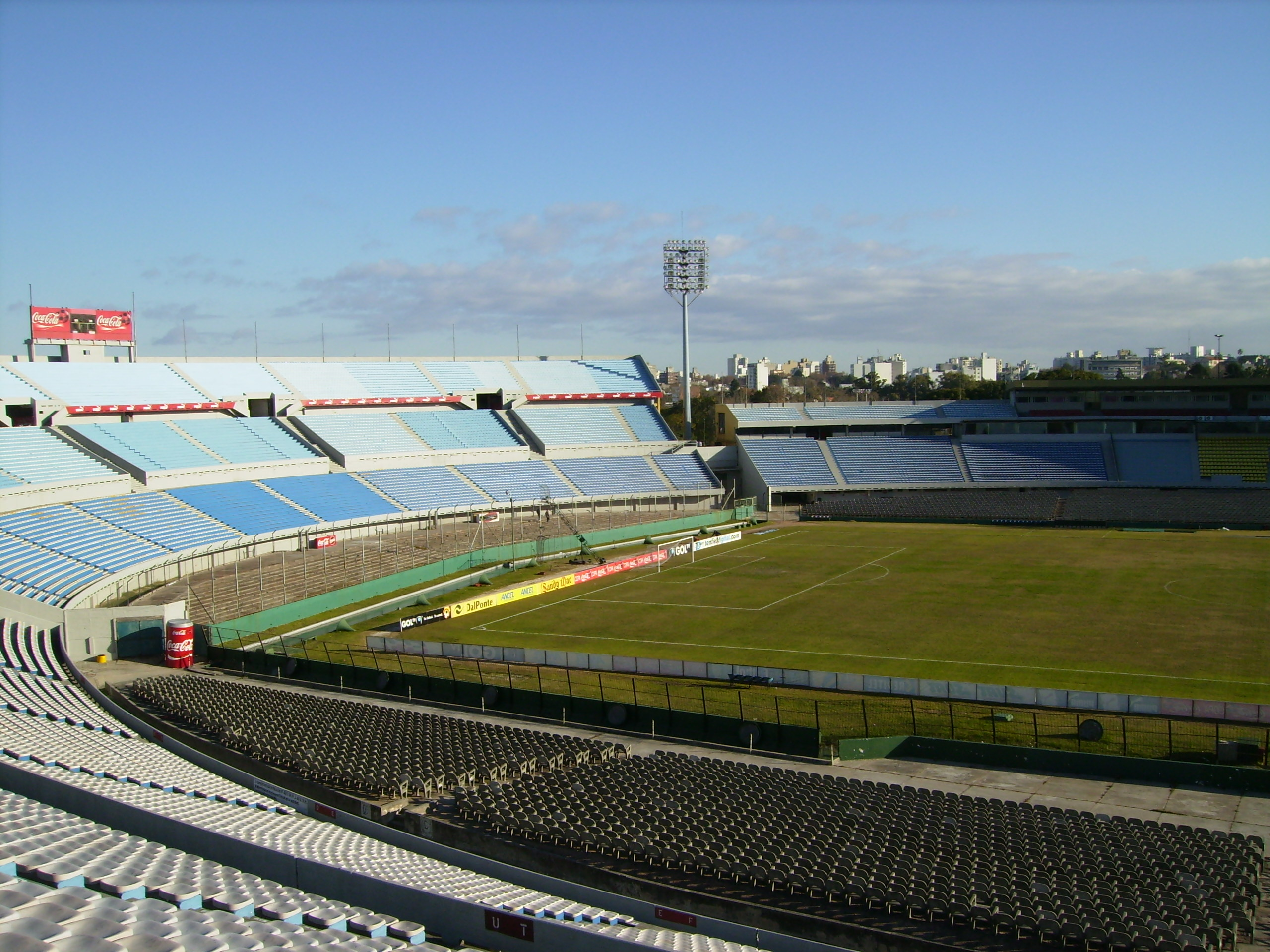
Опис1
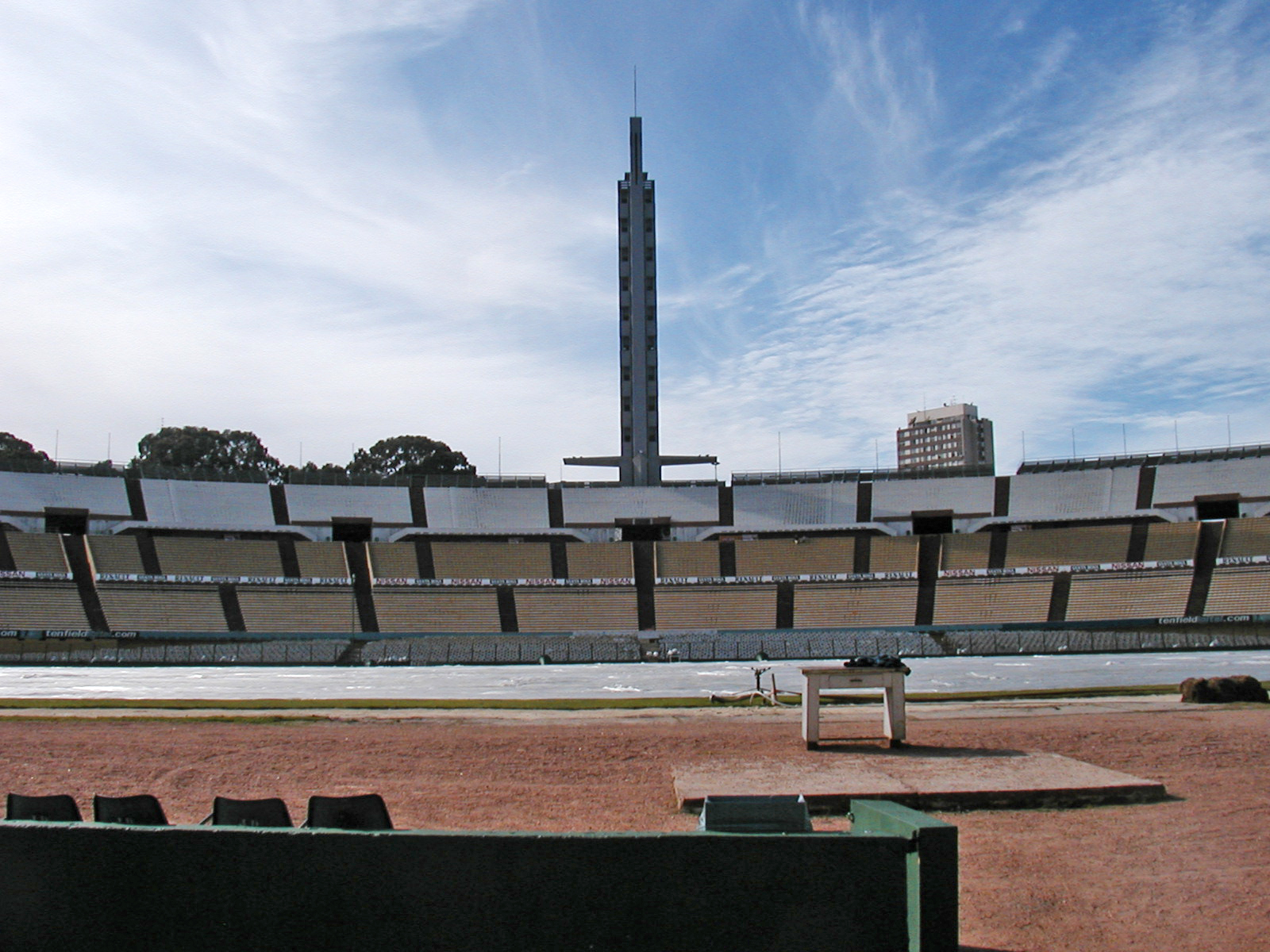
Опис2